# Croix de Ki

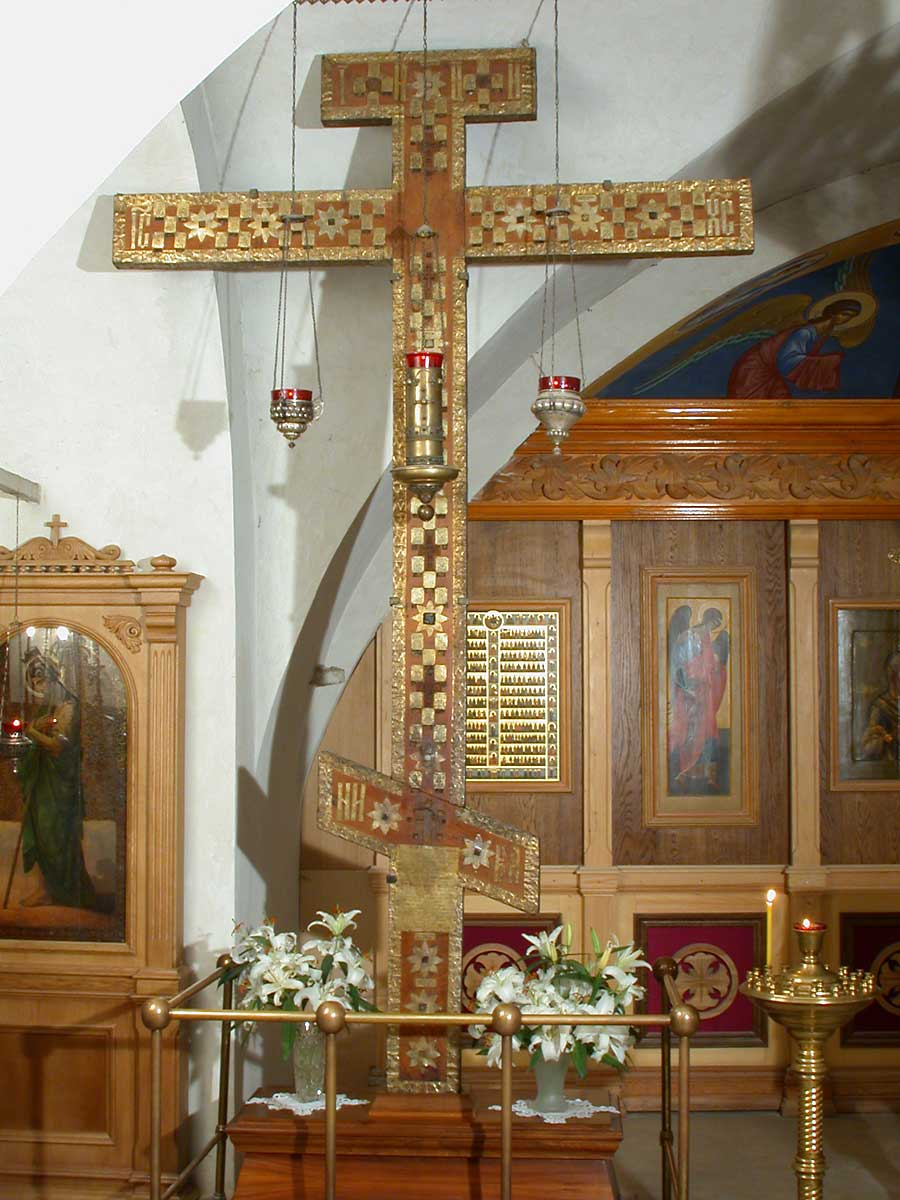
Croix de Ki

La Croix de Ki (en russe : Кийский крест) est un reliquaire, réalisé sur ordre du  patriarche Nikon, pour le monastère de la Croix d'Onega sur l'île de Ki.

## Histoire de sa création
Durant le patriarcat de Nikon en Russie, les croyants ont commencé à construire des croix à la mesure et à la ressemblance de la Croix du Christ. Nikon commande en Palestine plusieurs croix, dont celle de l'île de Ki, à l'embouchure de l'Onega, où il a échappé à une tempête, sur l'île de Ki, en 1639.
La croix de Ki a été réalisée en bois de cyprès, sa hauteur et sa largeur étant de même dimension que la croix du Christ, soit 310 cm de haut, sur 192 cm de large La croix est bénie le premier août 1656, le jour de la fête orthodoxe du  Bois précieux de la Sainte-Croix. C'est en mémoire de cette bénédiction qu'une inscription a été faite sur la partie basse de la croix.
Après la bénédiction de la croix, celle-ci est transportée sur l'île de Ki. Dans tous les endroits où elle passe des copies sont réalisées et bénies. L'une des copies a été conservée dans l'église du cimetière de la Résurrection de Lazare à Onega, mais se trouve aujourd'hui dans la cathédrale de la Trinité de la ville d'Onega.
Au monastère de la Croix d'Onega, la croix est placée à l'endroit réservé à l'icône de la cathédrale près de l'iconostase aujourd'hui disparue.

## Création d'une relique

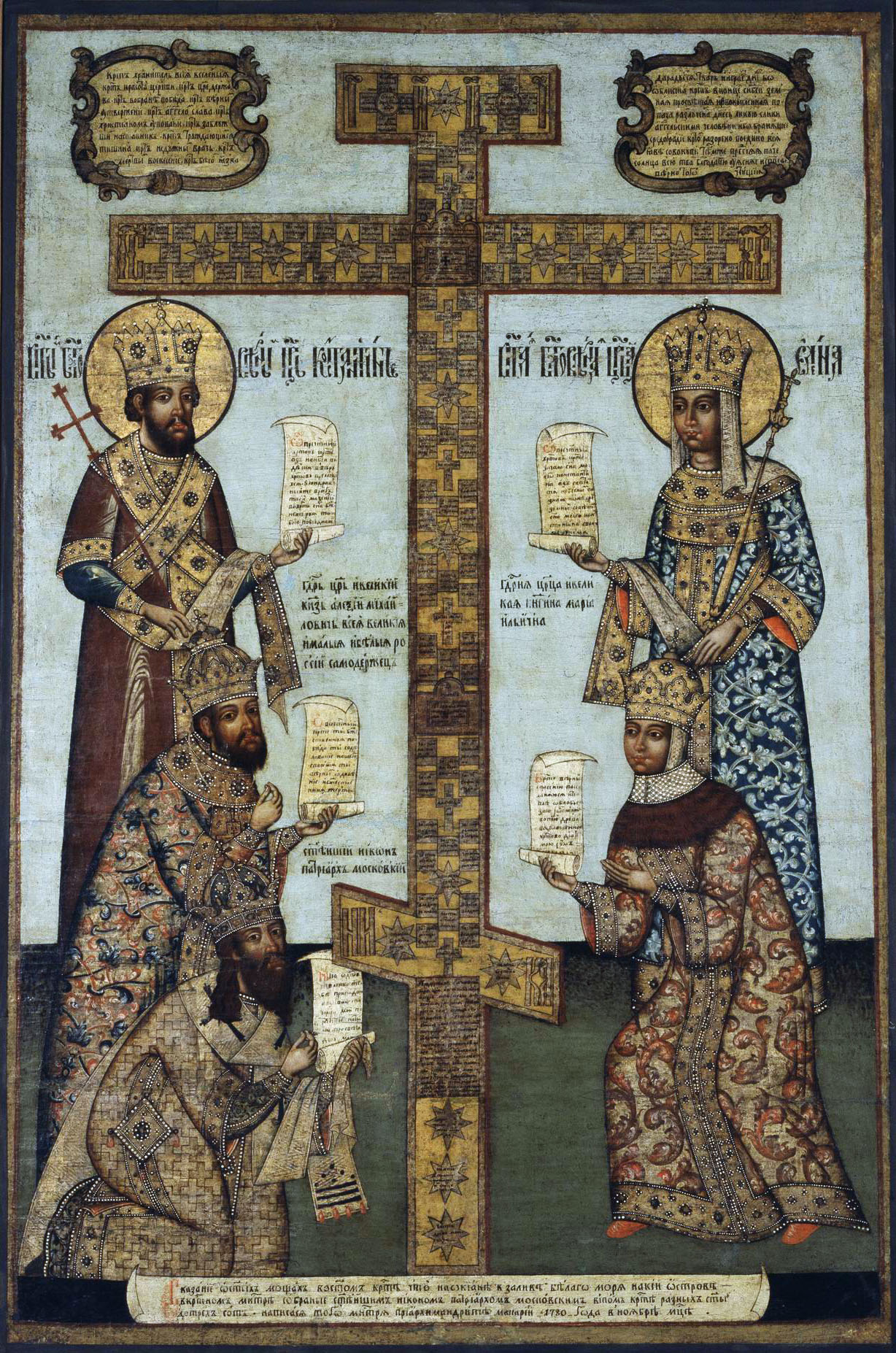
Icône de la Croix (à gauche: l'empereur Constantin, le tsar Alexis Ier, le patriarche Nikon ; à droite: l'impératrice Hélène, la tsarine Maria Miloslavskaïa. Iconographie de Bogdan Saltanov, années 1670)

Dans la croix sont placées 108 parties de reliques et 16 pierres provenant d'endroits liés à des évènements bibliques. Au centre de la croix une partie creuse (kovtcheg) est occupée par une partie de la robe du Christ et un morceau de la vraie croix. La croix est garnie de six petites croix en bois provenant du mont Athos et datant du milieu du XVIIe siècle. Elles portent des images des douze grandes fêtes orthodoxes de l'année. 

## Emplacement
La Croix de Ki se trouvait au monastère de la Croix d'Onega, dans la cathédrale de l'Élévation de la Croix, jusqu'à sa fermeture après la révolution d'Octobre 1917 en 1923. Le seul moment où elle a été déplacée date de l'année 1854, quand l'île de Ki a vu des troupes  anglaises débarquer pendant la guerre de Crimée. En 1930, la croix a été conservée au musée antireligieux du SLON, puis dans les réserves du Musée historique d'État de Moscou. En août 1991, la croix est transférée à l' église Saint Serge de Radonège rue Krapivniki (Moscou) où elle se trouve dans la chapelle de Tous les Saints de la terre russe.